# Riberas del Río Tirón y afluentes
Riberas del Río Tirón y afluentes este o arie protejată (arie specială de conservare — SAC, sit de importanță comunitară — SCI) din Spania întinsă pe o suprafață de 456,78 ha, integral pe uscat.

## Localizare
Centrul sitului Riberas del Río Tirón y afluentes este situat la coordonatele 42°24′27″N 3°04′10″W / 42.4075°N 3.0695°V.

## Înființare
Situl Riberas del Río Tirón y afluentes a fost declarat sit de importanță comunitară în august 2000 pentru a proteja 9 specii de animale. Situl a fost protejat și ca arie specială de conservare în septembrie 2015.

## Biodiversitate
Situată în ecoregiunea mediteraneană, aria protejată conține 10 habitate naturale: Păduri iberice de Quercus faginea și Quercus canariensis, Pajiști umede mediteraneene cu ierburi înalte de Molinio-Holoschoenion, Cursuri de apă de la nivel de câmpie la nivel montan, cu vegetație Ranunculion fluitantis și Callitricho-Batrachion, Pante stâncoase calcaroase cu vegetație casmofită, Galerii de Salix alba și de Populus alba, Râuri mediteraneene cu debit permanent și vegetație de Glaucium flavum, Păduri aluvionare cu Alnus glutinosa și Fraxinus excelsior (Alno-Padion, Alnion incanae, Salicion albae), Păduri de stejar galițio-portugheze cu Quercus robur și Quercus pyrenaica, Liziere de ierburi înalte hidrofile de câmpie și de nivel montan până la alpin, Râuri de munte și vegetația lor lemnoasă cu Salix elaeagnos.
La baza desemnării sitului se află mai multe specii protejate:
- mamifere (5): Galemys pyrenaicus, vidră de râu (Lutra lutra), nurcă (Mustela lutreola), liliac comun (Myotis myotis), liliacul mic cu potcoavă (Rhinolophus hipposideros)
- nevertebrate (1): Coenagrion mercuriale
- pești (3): Achondrostoma arcasii, Cobitis calderoni, Parachondrostoma miegii

Pe lângă speciile protejate, pe teritoriul sitului au mai fost identificate 1 specie de plante, 1 specie de amfibieni, 13 specii de mamifere, 3 specii de pești, 1 specie de reptile.